# Texas Bowl
Le Texas Bowl est un match annuel de football américain de niveau universitaire et d'après-saison régulière.
Il s'est déroulé en 2000 et 2001 au Reliant Astrodome et depuis 2002 se joue au Reliant Stadium dans la ville de  Houston (Texas) .
Ce bowl se nommait Galleryfurniture.com Bowl en 2000 et 2001, puis Houston Bowl de 2002 à 2005 avant d'être rebaptisé Texas Bowl  en 2006.
En 2010, la société Meineke (qui sponsorisait le "Meineke Car Care Bowl" futur "Belk Bowl" se déroulant à Charlotte en Caroline du Nord) vient sponsoriser le Texas Bowl lequel prend le nom complet de Meineke Car Care Bowl of Texas. En fonction du sponsoring, le nom de l'évènement change. Après avoir été appelé Advocare V100 Texas Bowl, Academy Sports + Outdoors Texas Bowl, il devient le TaxArt Texas Bowl pour l'édition de 2022
L'édition 2020 prévue le 31 décembre 2020 qui devait opposer les Horned Frogs de TCU et les Razorbacks de l'Arkansas a été annulée le 29 décembre à la suite de la pandémie de Covid-19 aux États-Unis, de nombreuses infections ayant été détectées au sein de l'équipe de TCU.
La dotation pour le match de 2014 était de 3 000 000 US$.

## Sponsors, anciennes dénominations et anciens logos

### Anciennes dénomination du bowl
- Texas Bowl (2006-2010)
- Meineke Car Care Bowl of Texas (2011-12)
- Texas Bowl (2013)
- Advocare V100 Texas Bowl (2014-2016)
- Academy Sports + Outdoors Texas Bow (2017-2020)

### Sponsors
- Meineke Car Care (2011-12)
- AdvoCare V100 (2014-2016)[3],[4] :
- Academy Sports + Outdoors (2017-2020)[5] ;
- Mercari (en) via sa filiale TaxAct (depuis 2022)[6].

### Anciens logos

2006
2007-2010 et 2013
2011 et 2012
2013 et 2014
2015 et 2016
2017-2020

## Palmarès
| Dénominations                             | Dates            | Vainqueurs                                                        | Scores                                                            | Finalistes                                                        | Assistances                                                       | Conférences                                                       |
| ----------------------------------------- | ---------------- | ----------------------------------------------------------------- | ----------------------------------------------------------------- | ----------------------------------------------------------------- | ----------------------------------------------------------------- | ----------------------------------------------------------------- |
| Galleryfurniture.com Bowl 2000            | 27 décembre 2000 | Pirates d'East Carolina (9-4)                                     | 40 - 27                                                           | Red Raiders de Texas Tech (7-6)                                   | 33 899                                                            | C-USA - Big 12                                                    |
| Galleryfurniture.com Bowl 2001            | 28 décembre 2001 | Aggies du Texas A&M (8-4)                                         | 28 - 09                                                           | Horned Frogs de TCU (6-6)                                         | 53 480                                                            | Big 12 - C-USA                                                    |
| Houston Bowl 2002                         | 27 décembre 2002 | Cowboys d'Oklahoma State (8-4)                                    | 33 - 23                                                           | Golden Eagles de Southern Miss (75)                               | 44 687                                                            | Big 12 - C-USA                                                    |
| Houston Bowl 2003                         | 30 décembre 2003 | Red Raiders de Texas Tech (8-5)                                   | 38 - 14                                                           | Navy Midshipmen (8-5)                                             | 51 068                                                            | Big 12 - Indépendants                                             |
| Houston Bowl 2004                         | 29 décembre 2004 | Buffaloes du Colorado (8-5)                                       | 33 - 28                                                           | Miners de l'UTEP (7-6)                                            | 27 235                                                            | Big 12 - WAC                                                      |
| Houston Bowl 2005                         | 30 décembre 2005 | Horned Frogs de TCU (11-1)                                        | 27 - 24                                                           | Cyclones d'Iowa State (7-5)                                       | 37 280                                                            | MWC - Big 12                                                      |
| Texas Bowl 2006                           | 27 décembre 2006 | Scarlet Knights de Rutgers (12-2)                                 | 37 - 10                                                           | Wildcats de Kansas State (7-6)                                    | 52 210                                                            | Big East - Big 12                                                 |
| Texas Bowl 2007                           | 28 décembre 2007 | Horned Frogs de TCU (8-5)                                         | 20 - 13                                                           | Cougars de Houston (8-5)                                          | 62 097                                                            | MWC - C-USA                                                       |
| Texas Bowl 2008                           | 30 décembre 2008 | Owls de Rice (11-3)                                               | 38 - 14                                                           | Broncos de Western Michigan(9-5)                                  | 58 880                                                            | C-USA - MAC                                                       |
| Texas Bowl 2009                           | 31 décembre 2009 | Navy Midshipmen (10-4)                                            | 35 - 13                                                           | Tigers du Missouri (8-5)                                          | 69 441                                                            | Indépendants - Big 12                                             |
| Meineke Car Care Bowl of Texas 2010       | 29 décembre 2010 | Fighting Illini de l'Illinois (7-6)                               | 38 - 14                                                           | Bears de Baylor (7-6)                                             | 68 211                                                            | Big Ten - Big East                                                |
| Meineke Car Care Bowl of Texas 2011       | 31 décembre 2011 | Aggies du Texas A&M (7-6)                                         | 33 - 22                                                           | Wildcats de Northwestern (6-7)                                    | 68 395                                                            | Big 12 - Big Ten                                                  |
| Meineke Car Care Bowl of Texas 2012       | 28 décembre 2012 | Red Raiders de Texas Tech (8-5)                                   | 34 - 31                                                           | Golden Gophers du Minnesota (6-7)                                 | 50 386                                                            | Big 12 - Big Ten                                                  |
| Meineke Car Care Bowl of Texas 2013       | 31 décembre 2013 | Orange de Syracuse (7-6)                                          | 21 - 17                                                           | Golden Gophers du Minnesota (8-5)                                 | 32 327                                                            | ACC - Big Ten                                                     |
| AdvoCare V100 Texas Bowl 2014             | 29 décembre 2014 | Razorbacks de l'Arkansas (7-6)                                    | 31 - 07                                                           | Longhorns du Texas (6-7)                                          | 71 115                                                            | SEC - Big 12                                                      |
| AdvoCare V100 Texas Bowl 2015             | 29 décembre 2015 | Tigers de LSU (9-3)                                               | 56 - 27                                                           | Red Raiders de Texas Tech (7-6)                                   | 71 054                                                            | SEC - Big 12                                                      |
| AdvoCare V100 Texas Bowl 2016             | 28 décembre 2016 | Wildcats de Kansas State (8–4)                                    | 33 - 28                                                           | Aggies du Texas (8–4)                                             | 68 412                                                            | Big 12 - SEC                                                      |
| Academy Sports + Outdoors Texas Bowl 2017 | 27 décembre 2017 | Longhorns du Texas (6-6)                                          | 33 - 16                                                           | Tigers du Missouri (7-5)                                          | 67 812                                                            | Big 12 - SEC                                                      |
| Academy Sports + Outdoors Texas Bowl 2018 | 27 décembre 2018 | Bears de Baylor (6-6)                                             | 45 - 38                                                           | Commodores de Vanderbilt (6-6)                                    | 51 104                                                            | Big 12 - SEC                                                      |
| Academy Sports + Outdoors Texas Bowl 2019 | 27 décembre 2019 | Aggies du Texas (7-5)                                             | 24 - 21                                                           | Cowboys d'Oklahoma State (8-4)                                    | 68 415                                                            | SEC - Big 12                                                      |
| Academy Sports + Outdoors Texas Bowl 2020 | 31 décembre 2020 | Match annulé à la suite de la pandémie de Covid-19 aux États-Unis | Match annulé à la suite de la pandémie de Covid-19 aux États-Unis | Match annulé à la suite de la pandémie de Covid-19 aux États-Unis | Match annulé à la suite de la pandémie de Covid-19 aux États-Unis | Match annulé à la suite de la pandémie de Covid-19 aux États-Unis |
| TaxAct Texas Bowl 2022                    | 4 janvier 2022   | Wildcats de Kansas State (7-5)                                    | 42 - 20                                                           | Tigers de LSU (6-6)                                               | 52 207                                                            | Big 12 - SEC                                                      |

## Meilleurs Joueurs du Bowl
| Années | Joueurs                 | Équipes                       | Postes                  |
| ------ | ----------------------- | ----------------------------- | ----------------------- |
| 2006   | Ray Rice                | Scarlet Knights de Rutgers    | RB                      |
| 2007   | Andy Dalton             | Horned Frogs de TCU           | QB                      |
| 2008   | Chase Clement           | Owls de Rice                  | QB                      |
| 2009   | Ricky Dobbs             | Midshipmen de la Navy         | QB                      |
| 2010   | Mikel Leshoure          | Fighting Illini de l'Illinois | RB                      |
| 2011   | Ryan Tannehill          | Aggies de Texas A&M           | QB                      |
| 2012   | Seth Doege              | Red Raiders de Texas Tech     | QB                      |
| 2013   | Terrel Hunt             | Orange de Syracuse            | QB                      |
| 2014   | Brandon Allen           | Razorbacks de l'Arkansas      | QB                      |
| 2015   | Leonard Fournette       | Tigers de LSU                 | RB                      |
| 2016   | Ertz Jesse              | Wildcats de Kansas State      | QB                      |
| 2017   | Michael Dickson         | Longhorns du Texas            | P                       |
| 2018   | Charlie Brewer          | Bears de Baylor               | QB                      |
| 2019   | Kellen Mond             | Aggies de Texas A&M           | QB                      |
| 2021   | Match annulé (Covid-19) | Match annulé (Covid-19)       | Match annulé (Covid-19) |
| 2022   | Skylar Thompson         | Wildcats de Kansas State      | QB                      |

## Statistiques par Équipes
Mis à jour le 5 janvier 2022
| Rang | Équipes                       | Apparitions | G-P |
| ---- | ----------------------------- | ----------- | --- |
| 1    | Aggies du Texas A&M           | 3           | 2–1 |
| 1    | Wildcats de Kansas State      | 3           | 2–1 |
| 3    | Fighting Illini de l'Illinois | 1           | 1–0 |
| 3    | Horned Frogs de TCU           | 1           | 1–0 |
| 3    | Midshipmen de la Navy         | 1           | 1–0 |
| 3    | Orange de Syracuse            | 1           | 1–0 |
| 3    | Owls de Rice                  | 1           | 1–0 |
| 3    | Razorbacks de l'Arkansas      | 1           | 1–0 |
| 3    | Scarlet Knights de Rutgers    | 1           | 1–0 |
| 10   | Tigers de LSU                 | 2           | 1–1 |
| 10   | Bears de Baylor               | 2           | 1–1 |
| 10   | Longhorns du Texas            | 2           | 1–1 |
| 10   | Red Raiders de Texas Tech     | 2           | 1–1 |
| 15   | Broncos de Western Michigan   | 1           | 0–1 |
| 15   | Commodores de Vanderbilt      | 1           | 0–1 |
| 15   | Cougars de Houston            | 1           | 0–1 |
| 15   | Cowboys d'Oklahoma State      | 1           | 0–1 |
| 15   | Wildcats de Northwestern      | 1           | 0–1 |
| 20   | Golden Gophers du Minnesota   | 2           | 0–2 |
| 20   | Tigers du Missouri            | 2           | 0–2 |

## Statistiques par Conférences
Mis à jour le 5 janvier 2022
| Conférences | Gagnés | Perdus | %   |
| ----------- | ------ | ------ | --- |
| Big Ten     | 3      | 3      | 50  |
| SEC         | 3      | 4      | 43  |
| Big 12      | 4      | 6      | 40  |
| ACC         | 1      | 0      | 100 |
| Big East    | 1      | 0      | 100 |
| MWC         | 1      | 0      | 100 |
| Independent | 1      | 0      | 100 |
| C-USA       | 1      | 1      | 50  |
| MAC         | 0      | 1      | 0   |